# Алёхин, Дмитрий Афанасьевич
Дми́трий Афана́сьевич Алёхин (1913, Гнилуша, Воронежская губерния — 18 февраля 1998, Гришевка, Воронежская область) — навалоотбойщик шахты № 2 треста «Епифаньуголь» комбината «Тулауголь».

## Биография
Родился в 1913 году в селе Гнилуша Задонского уезда Воронежской губернии (ныне — в Задонском районе Липецкой области) в крестьянской семье.
С юношеских лет пошел работать на шахты Подмосковного угольного бассейна, в Тульской области. Со временем стал квалифицированным забойщиком. В начале Великой Отечественной войны был эвакуирован на восток. Работал по своей специальности на шахтах Кузбасса.
В 1944 году, несмотря на бронь как шахтёр, добился отправки на фронт. Воевал на 1-м Белорусском и 2-м Украинском фронтах. Был пулемётчиком в кавалерии, в составе конно-механизированной группы Плиева участвовал в боях на территории Венгрии и освобождении Чехословакии. Награждён медалью «За отвагу».
После демобилизации вернулся в Подмосковный бассейн. Устроился работать навалоотбойщиком на шахту № 2 треста «Епифаньуголь». С каждым днём достигал высоких трудовых показателей. По его инициативе в бригаде были приняты меры по устранению простоев, что позволило повысить показатели добычи угля. В 1947 году он выполнил свою норму на 179 %, в 1948 году — на 155 %.
Указом Президиума Верховного Совета СССР от 28 августа 1948 года за выдающиеся успехи в деле увеличения добычи угля, восстановления и строительства угольных шахт и внедрение передовых методов работы, обеспечивающих значительный рост производительности труда Алёхину Дмитрию Афанасьевичу присвоено звание Героя Социалистического Труда с вручением ордена Ленина и золотой медали «Серп и Молот».
Последние годы жил в селе Гришевка Подгоренского района Воронежской области. Скончался 18 февраля 1998 года.
Награждён орденом Ленина, медалями.